# Joey van Rhee
Joey van Rhee (né le 14 novembre 1992 à Nijverdal) est un coureur cycliste néerlandais.

## Biographie
Joey van Rhee naît le 14 novembre 1992 aux Pays-Bas.
Il entre en 2011 dans l'équipe Metec, devenue les années suivantes Metec Continental puis Metec-TKH Continental. En 2013, il termine 3e du championnat des Pays-Bas sur route espoirs.
En 2014, il entre dans l'équipe Jo Piels. Il remporte le contre-la-montre par équipes de la 2e étape de l'Olympia's Tour. En 2015, il remporte le contre-la-montre par équipes de la 1rea étape de l'Olympia's Tour, et termine 3e du Tour de Drenthe.

## Palmarès et classements mondiaux

### Palmarès sur route
- 2013[1]
  - 3e du championnat des Pays-Bas sur route espoirs
- 2014
  - 2e étape de l'Olympia's Tour (contre-la-montre par équipes)
- 2015
  - 1rea étape de l'Olympia's Tour (contre-la-montre par équipes)
  - 3e du Tour de Drenthe
- 2017
  - 2e du PWZ Zuidenveldtour
- 2018
  - 8e étape du Tour du lac Poyang (contre-la-montre par équipes)

### Classements mondiaux
| Année           | 2014 | 2015 | 2016 | 2017 | 2018 |
| --------------- | ---- | ---- | ---- | ---- | ---- |
| UCI Europe Tour | 495e | 372e | 746e | 679e | 715e |